# شهاب الدين الحجازي
أبو الطيّب شهاب الدين أحمد بن علي الحجازي (30 أغسطس 1388 - 26 يناير 1474) أديب مصري عاش في القرن الخامس عشر الميلادي/ القرن التاسع الهجري، العصر المملوكي الأوَّل.

كان الشهاب الحجازي أديبا بارعاً في فنون كثيرة من فنون المعرفة، ولكنّه تَوفَّرَ علی الأدب فكان له نثرٌ وشعرٌ يغلب عليهما التكلف وطلب التورية. وأكثر شعره الغزل وله رثاءٌ. كانت له رسائل إخوانية أيضاً.

## سيرته
هو أبو الطيب (أو أبو العبّاس) شهابُ لدين أحمد بن محمد بن علي بن الحسن (وقيل الحسين) بن إبراهيم الحجازي الأصل الأنصاري الخزرجي السعدي العُبادي القاهري. ولد في 27 شعبان 790/ 30 أغسطس 1388 في القاهرة. سمع من ابن حجر العسقلاني وقيل سمع أيضا من الكمال الدين الدميري شيئاً من شرحه على سنن ابن ماجة ومن نفر آخرين. لازم جماعة منهم الولي زين الدين العراقي والشمس البرماوي وقد أجازه العراقي والهيثمي. أما الشهاب الدين انصرف إلى الأدب. وكانت وفاة الشهاب الحجازي في 8 (وقيل 7) رمضان 878/ 26 يناير 1474، وقيل سنة 874 هـ.

## مؤلفاته
- «اللمعة الشهابية من البروق الحجازية»: هو ديوان شعره.
- «روض الآداب»: مختارات من القصائد المطوّلات ومن الموشّحات والأزجال والمقاطيع والنثريات والحكايات وقد فرغ من تأليفه في 17 محرم 836 هـ.
- «كُنّاس الحواري في الحسان من الجواري»
- «جنّة الوُلدان في الحسان من الغلمان»
- «كتاب العروض»
- «قلائد النحور من جواهر البحور»
- «نُزهة الألباب وروضة الآداب»
- «نديم الكاعب والحبيب الجابب»
- «مفاخرة بين السماء والأرض»
- «التذكرة»: نحو سبعين جزءاً.
- «القواعد والمقامات من شرح المقامات»
- «أسنى الوسائل في ما حَسُنَ من المسائل»
- «نَیل الرائد في النِيل الزائد»: وهو جدولُ لزيادات النيل بحسب الأزمان.[2]